# Sequentia
La secuencia es el himno poético litúrgico de la Misa en rito romano, el cual ocurre en festivales entre el Gradual y el Evangelio, mientras el himno, propiamente así llamado por pertenecer al Breviario. Las secuencias tienen la forma de composiciones estróficas, rimadas.
Surgieron alrededor del año 850, cuando se añade texto al melisma final del Aleluya. Hasta el siglo XII se van desarrollando las secuencias rimadas independientes del Aleluya. Adquirieron una gran popularidad a finales de la Edad Media, de forma que se conocen unas 5000 diferentes, algunas de autores famosos como Tomás de Celano o Tomás de Aquino, autor, por ejemplo del Lauda Sion Salvatorem. Ante su gran profusión, el Concilio de Trento las eliminó de la liturgia de la Misa con cuatro excepciones, que son -con alguna excepción- las secuencias que siguen presentes en el Misal Romano:
- Victimae paschali laudes (en Pascua).
- Veni, Sancte Spiritus (en Pentecostés).
- Lauda Sion Salvatorem (en la fiesta del Corpus).
- Dies irae (en las misas de réquiem). La última reforma litúrgica tuvo la decisión de abolir el Dies irae, por su supuesto tono sombrío y angustioso.
- Se conserva también, como texto opcional, el Stabat Mater, reincorpora en 1727 a la liturgia de la fiesta de los Dolores de María.

Algunas de estas secuencias, sobre todo el Dies irae y el Stabat Mater han tenido una importante recepción musical, inspirando a compositores famosos.
Su lugar en la liturgia actual es tras el salmo responsorial o, cuando corresponde, la segunda lectura y antes del Aleluya, dentro de la liturgia de la palabra.
El tropo en tiempos carolingios pudo tener una gran importancia pues -según una teoría bastante aceptada- a partir de él se desarrolla el teatro medieval o drama litúrgico (estrictamente no son parte de la liturgia, pero sí están recogidos en libros litúrgicos).